# يل دغرماني
يل‌ دغرماني (بالإنجليزية: Yal Dagarmani)‏ هي قرية تقع في أردبيل في إيران. يقدر عدد سكانها بـ 152 نسمة بحسب إحصاء 2016.